# Петкуны (озеро)
Петкуны́ — озеро в Миорском районе Витебской области Белоруссии. Относится к бассейну реки Вята.

## Описание
Озеро Петкуны располагается в 14 км к северо-западу от города Миоры. Поблизости находятся деревни Нивники и Петкуны.
Площадь поверхности озера составляет 0,12 км². Длина — 0,55 км, наибольшая ширина — 0,31 км. Длина береговой линии — 1,55 км. Наибольшая глубина — 6,1 м, средняя — 2,6 м. Объём воды в озере — 0,31 млн м³. Площадь водосбора — 4,4 км².
По данным 2011 года, объём озера несколько увеличился в сравнении с данными 1980-х годов.
Котловина овальной формы. Склоны котловины в высоту достигают 17—20 м. Береговая линия относительно ровная. Берега высокие, частично сливающиеся со склонами.
Минерализация воды достигает 230 мг/л, прозрачность — 1,5 м.
В озеро впадает несколько ручьёв. Через систему мелиорационных каналов поддерживается связь с озёрами Горушка и Обстерно.
Тип ихтиофауны водоёма — лещево-щучье-плотвичный.